# Olegario Molina
Olegario Molina Solís (Bolonchén de Rejón, Campeche, 6 de marzo de 1843 - La Habana, Cuba, 28 de abril de 1925) fue un abogado, ingeniero, empresario y político mexicano, miembro del partido liberal, que fue dos veces gobernador de Yucatán y secretario de Fomento en el gobierno de Porfirio Díaz; también fue dos veces diputado federal. Fue el personaje más conspicuo de la denominada Casta Divina, la oligarquía yucateca que controló la política y  la economía del estado de Yucatán a principios del siglo XX.

## Orígenes familiares e infancia
Nació en Bolonchén de Rejón, Campeche (cuando se llamaba Bolonchenticul y era parte de Yucatán). Su padre fue Juan Francisco Molina Esquivel (-1882), un destacado comerciante en su juventud y militante del Partido Federalista; Juan Francisco heredó tierras para cultivo de azúcar y tabaco de su padre, Julián Molina y Bastante, en 1822. En 1835 contrajo matrimonio con Cecilia Solís Rosales, madre de Olegario, quien era descendiente directa por vía paterna de Francisco Solís Pacheco, quien fue Alcalde de Mérida y Encomendero de Chicxulub, así como de Francisco Domínguez Palacio Márquez y de Miguel Argaiz Alcántara, ambos también Alcaldes de Mérida. Por línea patrilineal su madre desciende no sólo de Francisco Solís Pacheco sino también de Francisco de Solís Osorio, que fue gobernador de Yucatán y de Puerto Rico en el siglo XVI.
Los padres de Olegario esidían en Bolonchén donde estableció una mercantil y nacieron sus seis primeros hijos, todos varones; Olegario, nacido el 6 de marzo de 1843, era el segundo hijo del matrimonio.
Juan Francisco luchó en la Guerra de Castas en 1847. Tras la guerra, perdió sus propiedades y se trasladó a Hecelchakán en 1850 para reiniciar sus negocios, por lo que la condición de la familia durante la niñez de Olegario fue relativamente humilde, con períodos de privaciones. Hacia 1848, Olegario, con cinco años de edad, pierde la vista en un ojo por una medicina mal administrada. Poco después, inicia sus estudios en esta localidad, donde nacerían el resto de sus hermanos, entre los que se destacan el periodista Audomaro Molina, el historiador Juan Francisco Molina Solís y el diputado de Yucatán y Tabasco Manuel Molina Solís.
En 1857, Juan Francisco se opuso a la separación de Campeche, lo que le causó persecución y ruina económica. Se mudó a Mérida, retirándose hasta que fue nombrado Tesorero General del Estado, por nombramiento del general Manuel Cepeda Peraza tras la restauración de la República en 1867. Olegario continuó allí sus estudios, junto con su hermano mayor, Ricardo, en el colegio del canónigo José María González. Ricardo destacaría más tarde como administrador de Haciendas, de la Aduana de Sisal, y, después, del Puerto de Progreso.
Olegario adquirió en una edad muy temprana conocimientos del idioma francés gracias a la enseñanza de un sacerdote extranjero vinculado a la Academia de Ciencias y Literatura.
Varios de sus hermanos optarían por una carrera eclesiásitca.
El abuelo paterno de Olegario, Julián Molina y Bastante, fue presidente del Ayuntamiento de Bolonchenticul hasta que sobrevino el decreto de Fernando VII aboliendo la Constitución de 1812, cuestión que generó la protesta de Molina y Bastante; esto lo llevó a prisión, donde permaneció hasta 1817.

## Juventud
Estudió en el Seminario Conciliar de San Ildefonso, donde aprendió el idioma inglés y pudo avanzar aún más con el francés. Para financiar sus estudios, Olegario se dedicó a suministrar carbón a la ciudad de Mérida, lo que le proporcionaba ingresos esenciales para su sustento. Más adelante, consiguió un empleo como escribiente en el Hospital de San Juan de Dios, donde recibía un salario de $15.00 al mes.
Debido a su dominio del idioma francés, Olegario logró impartir cursos en el recientemente establecido Liceo Comercial de Juan González Arfián. A cambio de su enseñanza, negoció la admisión de sus hermanos menores, como estudiantes en la institución.
Continuó sus estudios en el Instituto Literario de Yucatán.
En 1860, cuando tenía 17 años, Olegario y otros jóvenes fundaron la sociedad La Juventud. Esta sociedad se enfocaba en impartir clases de lectura y escritura los domingos para trabajadores adultos en los suburbios de Mérida. Al año siguiente, en colaboración con su amigo Yanuario Manzanilla, Olegario estableció una escuela llamada Colegio de Enseñanza Primaria y Secundaria.
Tuvo que trabajar desde muy temprano para sostenerse y para ello estableció un pequeño negocio de carbón.
También escribió en un periódico que era de don Eligio Ancona denominado La Píldora y luego Yucatán, en el que se combatió vigorosamente a la intervención francesa en México y al imperio que de ella se derivó.
En 1866, recibió el título de licenciado en Derecho Civil de la Escuela de Jurisprudencia del Colegio Civil Universitario.

## Trayectoria

#### Trayectoria temprana: dirección del Instituto Literario de Yucatán y ascenso político (1867-1875)
Durante la intervención francesa, fue secretario particular del general Manuel Cepeda Peraza quien más tarde rendiría a los imperialistas de Mérida el 15 de junio de 1867, y que inmediatamente después se autoproclamó comandante militar y gobernador de Yucatán.  
El 18 de julio de 1867 Cepeda Peraza firma un decreto para reabrir la Real Universidad Literaria con el nombre de Instituto Literario de Yucatán, y que reconfigura como instituto de estudios superiores secular, gratuito y laico. Nombra inmediatamente después como primer director al Licenciado Olegario Molina y como tesorero a un primo de éste: el Licenciado Perfecto Solís León. El decreto asignaba el antiguo Colegio de San Pedro como sede del Instituto pero no fijaba una dotación económica para sostener su actividad, debido a esto Olegario Molina y los primeros responsables deciden firmar "Compromiso de honor" para trabajar gratis durante un año y poder abrir la institución, en la que también ejercieron como maestros.
Más tarde, en 1868 Molina se graduó como ingeniero topógrafo, profesión que le valió un poco más adelante ser director de las obras del ferrocarril Mérida-Progreso que habría de inaugurarse en 1881.   

Joaquín Casasús fue alumno de Olegario Molina en el Instituto Literario de Yucatán. Años después, Casasús se volvería pieza clave en el ascenso político y económico de Molina, introduciéndolo al grupo de Los Científicos, asesores tecnócratas del presidente Díaz.

El nombramiento de su padre, Juan Francisco Molina Solís, como Tesorero General del Estado y la relación que estableció con el general Cepeda Peraza le facilitó la relación con la política. Posteriormente y con Cepeda ya fallecido (muere en marzo de 1696) se convierte en diputado federal el 15 de septiembre de 1869, cargo que ocupa hasta el final de la V legislatura, en 31 de abril de 1871.
En el Instituto Literario de Yucatán conoció por primera vez a Joaquín Casasús que fue su alumno en la carrera de Derecho durante la primavera 1872. Casasús después se convertiría en banquero y destacado miembro del grupo de Los Científicos, asesores tecnocrátas de Porfirio Díaz. El apoyo político y financiero de Casasús sería esencial para el ascenso de Molina.
Repite como diputado federal entre 1873 a 1875. Desde la legislatura pidió, primero, que el gobierno de México reconociera la beligerancia de los combatientes cubanos que iniciaban entonces la lucha por su independencia de España. Después, también desde el Congreso de la Unión, solicitó un subvención federal para que se estableciera un servicio regular de vapores entre la península de Yucatán y Cuba y los Estados Unidos. Esto, con el fin de incrementar el comercio internacional de la península que a la sazón se encontraba desarrollando su agroindustria henequenera.
En 1875, después de haber sido diputado al Congreso de la Unión por segunda vez, fue nombrado fiscal del Tribunal Superior de Justicia de Yucatán, cargo al que renunció para dedicarse a ejercer sus dos profesiones de abogado e ingeniero y para impulsar sus negocios henequeneros.

### Carrera empresarial
Olegario Molina destacó como empresario por su rol en la agroexportación henequenera, la banca y la construcción y operación de líneas de ferrocarril de la península de Yucatán.

#### Ferrocarriles
En sociedad con Casasús y con José Rendón Peniche, Molina promovió la construcción del ferrocarril Mérida-Progreso, que habría de inaugurarse en 1881; esta fecha es considerada el inicio de su carrera empresarial. Fue el primer superintendente y director del ferrocarril, una obra que fue importante para la región pues "por primera vez un sistema adecuado de transportación bajó dramáticamente los costos de transporte o embarque, y conectó mercados distantes con regiones previamente aísladas".
Mientras el principal rival de Molina, Eusebio Escalante, operaba Ferrocarriles Unidos de Yucatán, Molina fundó la compañía Ferrocarriles Sud-Orientales que se propuso enlazar la línea yucateca con Quintana Roo. En la compañía participaron como inversionistas varios políticos cercanos al Porfiriato, incluyendo a Manuel Sierra Méndez y Bernardo Reyes. La empresa no fue exitosa y en 1903 se decretó la disolución y liquidación de la empresa ya que todos "los trabajos fueron suspendidos por falta absoluta de pago."

#### Olegario Molina & Cía

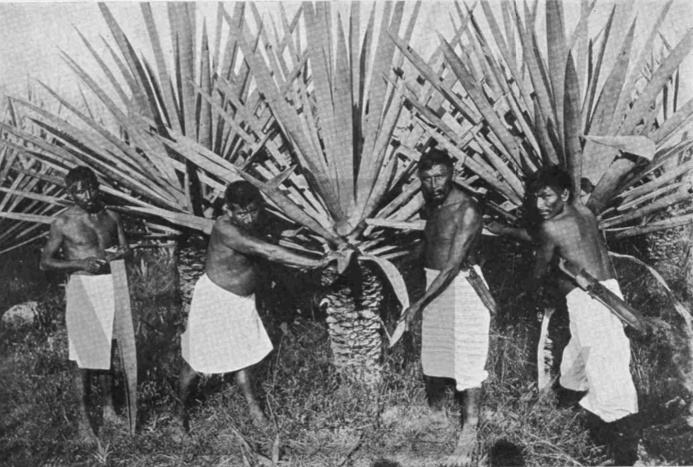
Peones trabajando en un plantío de henequén

Asociándose nuevamente con Rendón Peniche y con Rafael Hernández Escudero, tuvo una participación en una casa exportadora de henequén. Al morir Rendón Peniche, pagó su parte a Hernández Escudero y fundó la firma Olegario Molina & Cía:
"Con la creación de la compañía, Molina inició una ascendente carrera en el ámbito económico de Yucatán, aumentando su prestigio dentro del negocio henequenero durante la década de los noventa del siglo pasado, lo que le permitió consolidar una posición importante, producto del control que comenzó a ejercer en las tareas de la exportación de la fibra y por lo cual fue considerado como uno de los empresarios más hábiles e importantes de la entidad. En esta misma década comenzó a tener una mayor presencia en el escenario político regional, que trascendió hacía una esfera más amplia con relaciones en la ciudad de México.
En octubre de 1902, Molina se reunió en La Habana con Cyrus McCormick, fundador de la International Harvester, y consumaron un pacto secreto mediante el cual el conglomerado norteamericano se comprometía a importar exclusivamente el henequén que le vendiera la firma de Molina, actuando como intermediario entre los hacendados henequeneros y los mercados norteamericanos. A cambio, Molina se comprometía a usar “cuantos esfuerzos estén en su poder para deprimir el precio de la fibra de sisal” y que McCormick le “pagarán solamente aquellos precios que de tiempo en tiempo serán dictados por la I.H. Co.” Como resultado del acuerdo secreto entre McCormick y Molina, el precio del henequén pasó de fluctuar en el mercado alrededor de $9,48 dólares estadounidenses por libra a una tarifa fija de solo 8 centavos de dólar por libra.

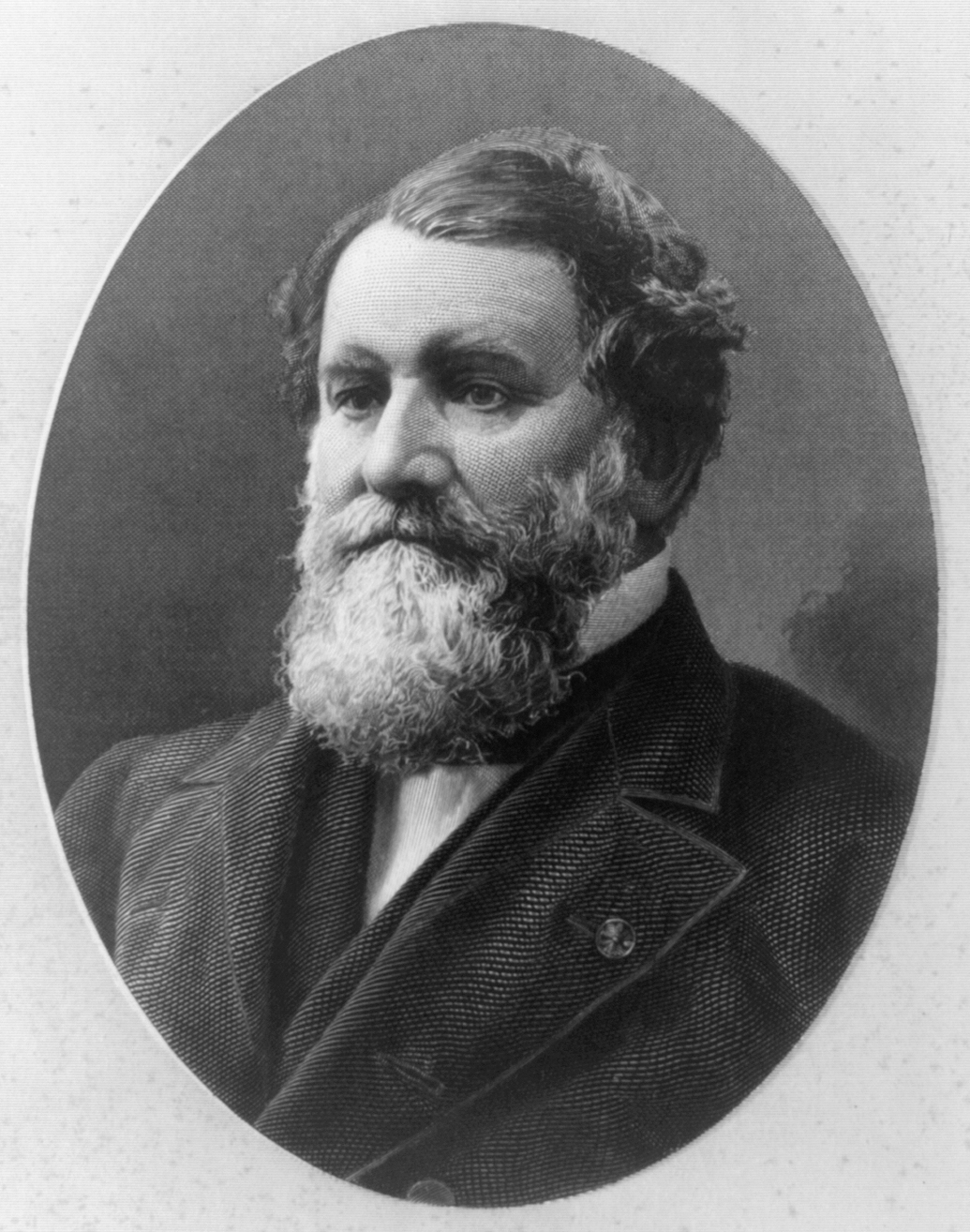
En detrimento de los intereses yucatecos, Molina firmó un pacto secreto con el norteamericano Cyrus McCormick, de la International Harvester, para deprimir los precios del Henequén.

Si bien el pacto secreto y su poder político convirtieron a Molina en "el mayor terrateniente del estado y el mayor productor individual de henequén", también se convertía en "en el principal enemigo de sus colegas." El poder omnímodo que quería acumular Molina, cuya riqueza se acababa de acuñar, resultó particularmente irritante para un grupo de capitalistas “compuesto por las tradicionales familias latifundistas, encomenderas y estancieras, cuyo prestigio venía desde la época virreinal y que ‘demostraron una misteriosa habilidad para adaptarse al cambiante orden económico’.”  Entre este grupo se encontraron Eusebio Escalante, José María Ponce Solís, Carlos Peón y Raymundo Cámara Luján. Varios de ellos apoyarían al Pinismo (variante yucateca del Maderismo) en contra del Porfiriato.

#### Banco Yucateco S.A.
En 1890, Eusebio Escalante y varios capitalistas yucatecos importantes, incluyendo a Raymundo Cámara Luján, Joaquín A. Peón, Eulegio Duarte y Rafael Otero Dondé, fundan el Banco Mercantil Yucateco S.A. Se trata de la primera entidad bancaria en la región con el propósito de "ayudar a financiar el creciente comercio de henequén, agregar liquidez a una economía pobre en efectivo y aumentar el capital para desarrollar proyectos de infraestructura”.
No deseando ser superado por sus rivales, ese mismo año, Olegario Molina impulsa la fundación del Banco Yucateco, S.A.  del cual funge Nicanor Ancona Cámara como presidente del Consejo de Administración y Manuel Pinelo Montero como director general.

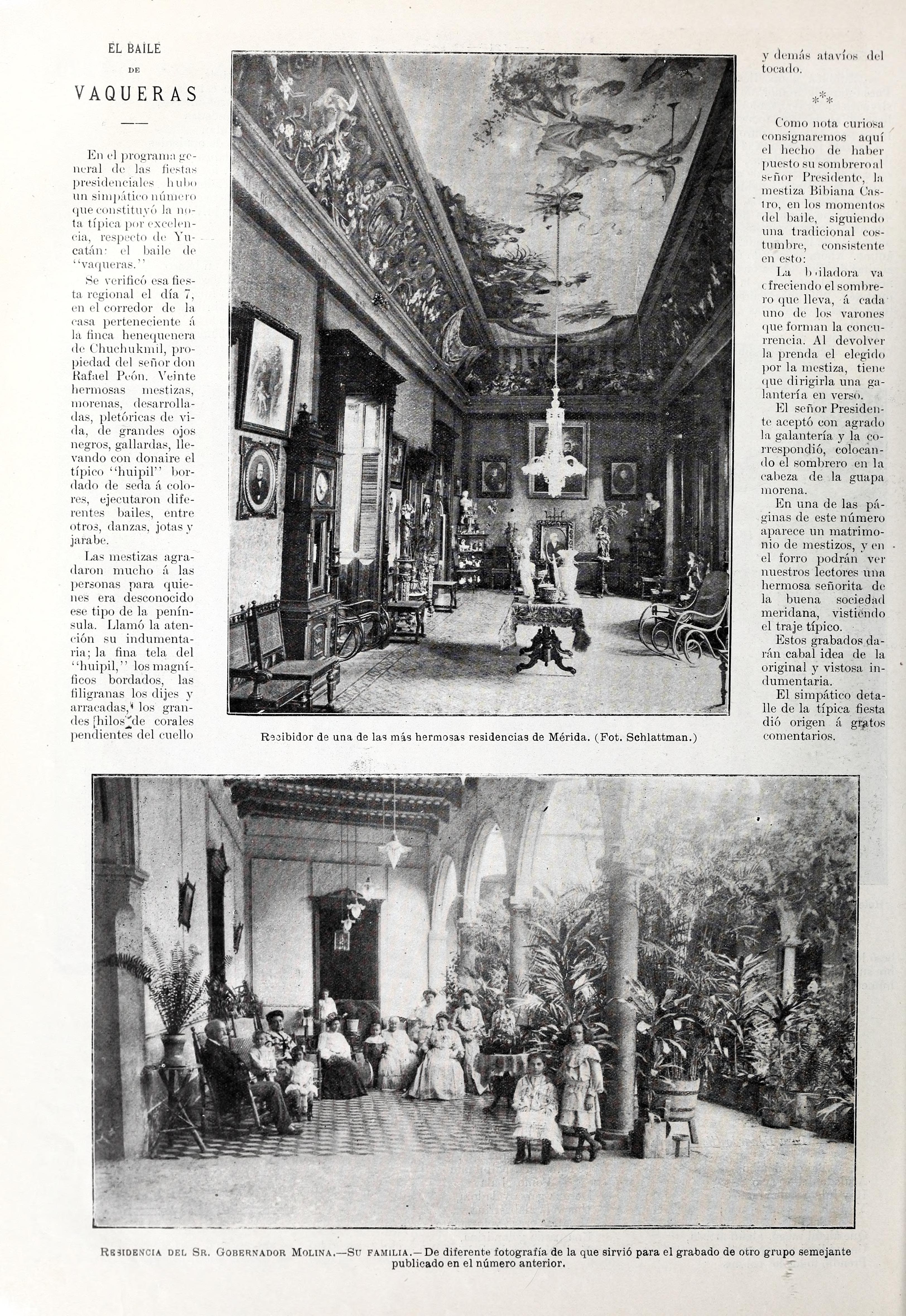
Mérida, Ciudad de Palacios 1904 - 05. En la parte inferior de la publicación se aprecia a Olegario Molina retratado con su familia.

Ante el pánico financiero de 1907, una aguda crisis económica internacional, ambos bancos se vieron afectados a tal grado que sufrieron un proceso de fusión bajo la tutela de la Secretaría de Hacienda, constituyendo el Banco Peninsular Mexicano, S.A.

#### Compañía Colonizadora de la Costa Oriental de Yucatán, S.A.
La Compañía tenía sus orígenes en la "East Coast of Yucatán Colonization Company", una firma fundada por capitalistas británicos pero financiada por el Banco de Londres y México, que se dedicaba a comerciar palo de tinte, chicle natural (látex proveniente de chicozapote), tabaco, vainilla, maderas para construcción y ganadería en terrenos que hoy día son parte de Quintana Roo.
Los créditos que le debía la empresa británica no pudieron ser liquidados y la compañía quedó en manos del banco en 1904 y se vendió a un grupo de capitalistas mexicanos encabezados por Molina; en esta compañía también tuvieron acciones varios miembros del grupo de los Científicos, cuya incursión en la economía de Yucatán “se denota como parte de las acciones para detener la expansión de los henequeneros yucatecos, aspecto que se reforzó con la erección del Territorio de Quintana Roo.” 
Como había sido el caso la exportación de henequén y varios otros negocios, la empresa se enfrentó a la competencia de aquellos capitalistas yucatecos a quien el gobierno pretendía frenar. Este grupo incluía a Eusebio Escalante, Raymundo Cámara Luján, Agustín Vales Castillo y otros capitalistas minoritarios. Se trataba de la “Compañía Agrícola del Cuyo y Anexas, S.A.” que llegó a emplear más de mil quinientos empleados y controlaba un latifundio de 2,627 km² en la zona noroeste de Yucatán.

### Gobernador de Yucatán y secretario de Fomento (1901-1911)

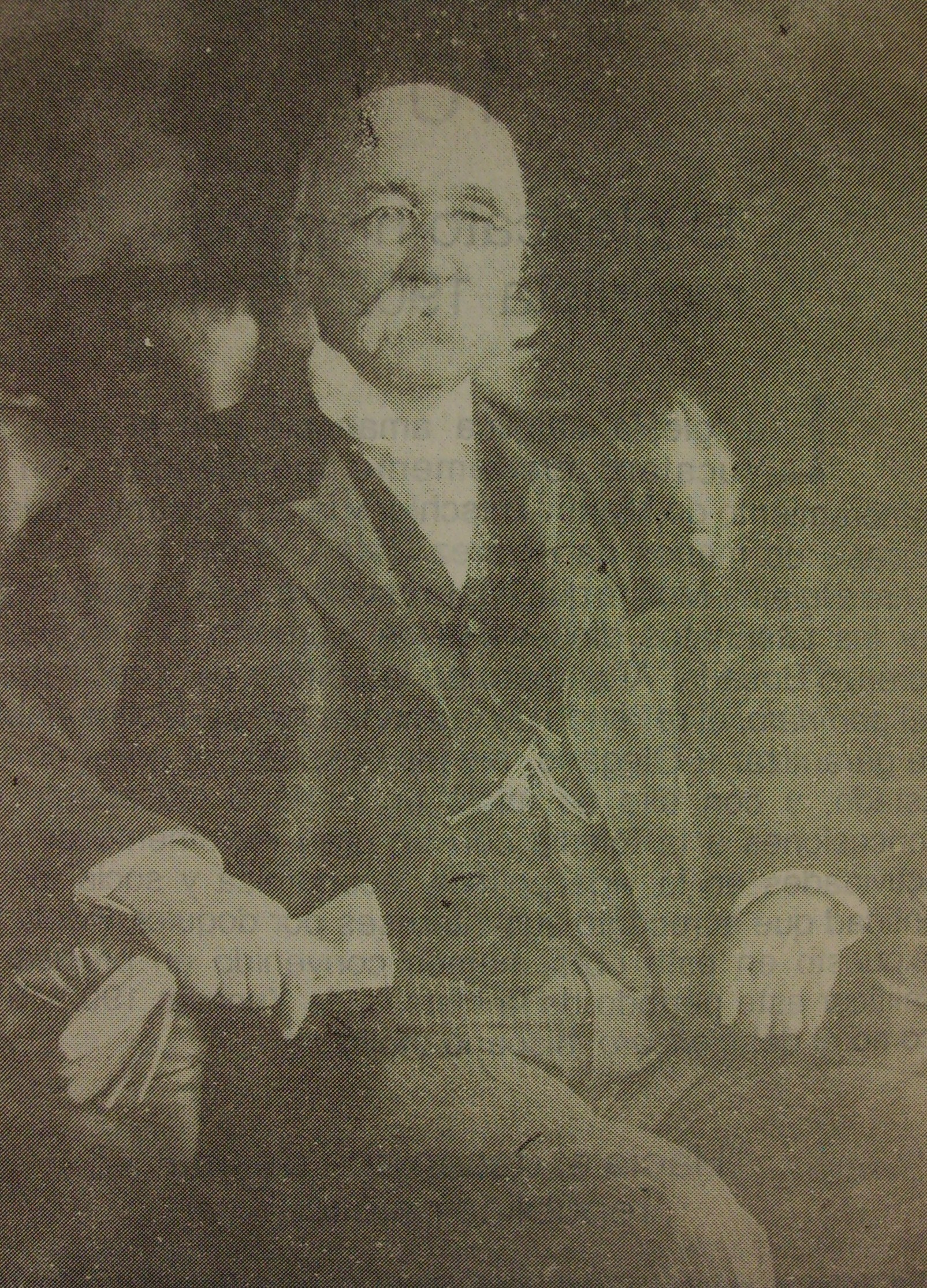
Olegario Molina

El periodo entre 1902 y 1911 es conocido en Yucatán como el olegariato, pues Molina controló a sus sucesores en la gubernatura de Yucatán hasta el triunfo de la Revolución maderista en mayo de 1911. El olegariato coincidió con el auge de la industria henequenera en Yucatán (1870 - 1920), una tendencia económica que si bien trajo enorme prosperidad al Estado también generó considerable desigualdad social. A partir del Pánico financiero de 1907, se consolidó un monopolio sobre la economía regional que benefició al grupo de Olegario Molina y a los intereses norteamericanos. Lo anterior en detrimento de sectores importantes de la tradicional élite económica regional quienes apoyarían al maderismo conduciendo a una fragmentación en las cúpulas porfiristas, considerado un antecedente de la Revolución mexicana en Yucatán. Finalmente, el olegariato se caracterizó por la pérdida de autonomía de Yucatán frente a las tendencias centralistas del dictador Porfirio Díaz y Los Cíentificos, su grupo de asesorees; esto incluyó la escisión del Territorio Federal de Quintana Roo en 1902.

Las conexiones que, con el apoyo de Casasús, había fomentado Molina con el grupo de Los Cíentificos fueron esenciales para asegurar que Molina ocupara la gubernatura de Yucatán. Su predecesor, Francisco Cantón, había contado con el apoyo de su pariente Joaquín Baranda que había sido secretario de Justicia entre 1882 y 1901, sin embargo, al apartarse este del poder, Cantón perdió el apoyo que tenía en la Capital.
“El prestigio de Molina trascendió de las esferas de poder regional al nacional; sus contactos en la ciudad de México se fueron multiplicando, sobre todo con el grupo de los llamados científicos con quienes compartía los principios fundamentales del progreso y de la modernización. El perfil de Molina fue lo que permitió que hombres tan poderosos como Limantour, Casasús y Sierra se fijaran el él y lo promovieran como el candidato indicado para ocupar la silla gubernamental. La correspondencia de intereses entre estos grupos consolidó un proyecto que planteaba un nuevo orden de cosas para Yucatán. Con don Olegario lo negocios y la política caminarían de la mano, en beneficio de un pequeño grupo de familiares, empresarios y hacendados.”
Así las cosas, en 1901 fue elegido gobernador de Yucatán por primera vez para el cuatrienio entre 1902 y 1906. Durante su administración, desarrolló importantes obras materiales organizativas y legislativas en el estado: se pavimentaron calles y banquetas en la Mérida y en las principales poblaciones de Yucatán. Se perforaron pozos absorbentes en las calles para resolver el problema de la ausencia de drenaje pluvial que aún caracteriza a las poblaciones de la península de Yucatán. Se modernizó el trazo vial de la capital y se concluyó la construcción del famoso Paseo de Montejo.
Se construyeron hospitales, escuelas, casas o palacios municipales (sede de los poderes) en las cabeceras de los municipios del interior del estado. Se creó la Facultad de Medicina. Se construyó el observatorio meteorológico así como estaciones termopluviométricas para permitir el estudio de los fenómenos climáticos que afectan la producción agrícola y la actividad pesquera. Se fundaron varias escuelas que hasta la fecha existen dotándoseles de equipo y material pedagógico acorde a sus necesidades. Se fundó el catastro de la propiedad urbana y rural. En materia legislativa, se expidió un nuevo código civil y otro penal; se promulgó la ley orgánica del ministerio público y se reformó significativamente la constitución política del estado
Además de la suma de 50,000 pesos que de su propio peculio ofreció para la construcción del Hospital O’Horán, cede, para el mismo fin, sus sueldos correspondientes a su cuatrieno como gobernador. También contribuyeron para la edificación del hospital otros filántropos:  Agustín Vales Castillo, Demetrio Molina y Leandro Ayala..
La obra material que se realizó fue en buena medida posible gracias a un impuesto creado en 1902 sobre la producción henequenera y a una administración rigurosa de los fondos públicos.

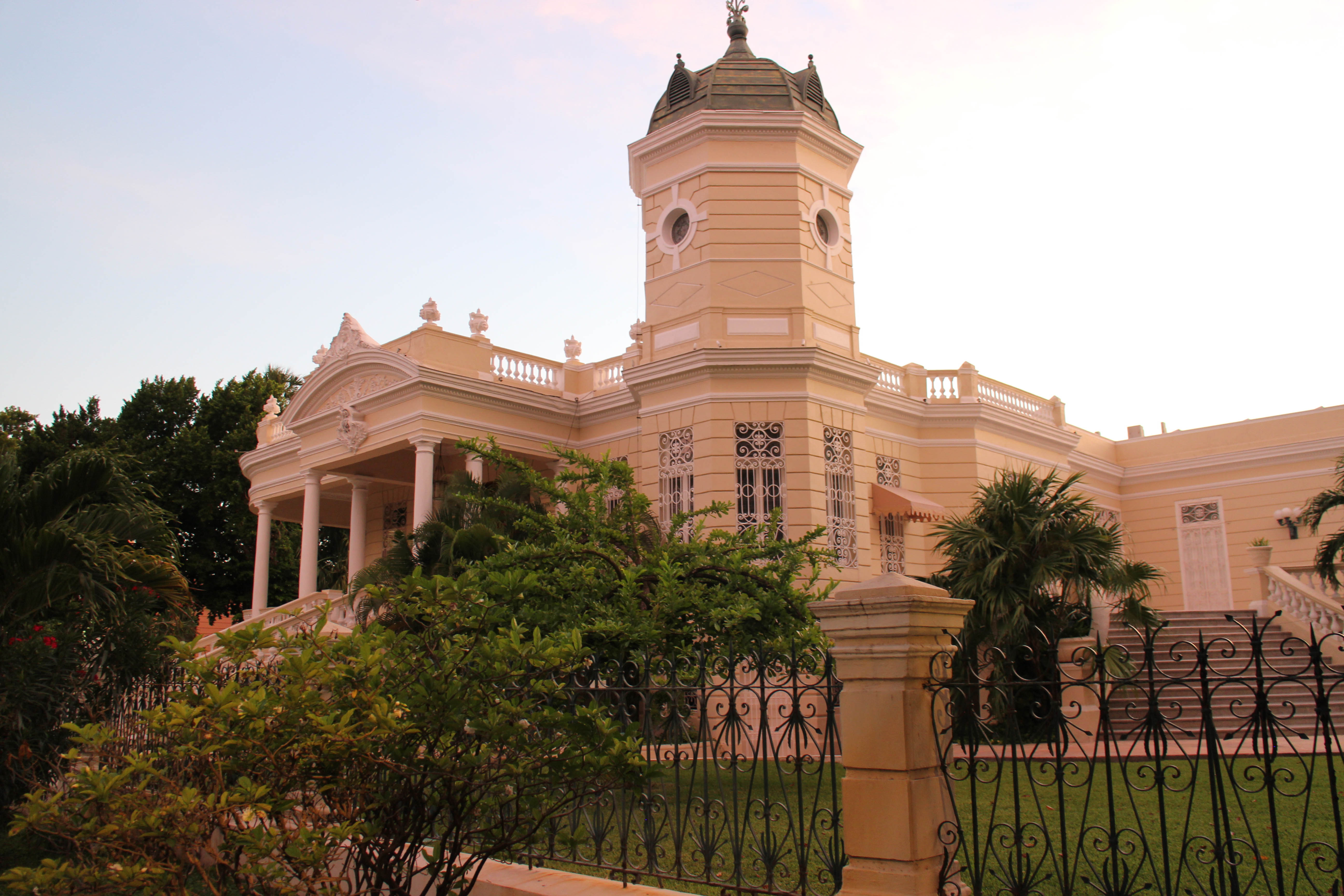
La Quinta Montes Molina en el Paseo de Montejo es una construcción representativa de la época del Porfiriato y del gran auge henequenero en Yucatán. Fue propiedad de Avelino Montes, yierno de don Olegario.

Durante el gobierno de Olegario Molina se dio la segunda escisión del territorio de la península de Yucatán para crearse el entonces territorio federal de Quintana Roo, hoy estado del mismo nombre. En efecto en 1902, por una iniciativa del Presidente Díaz, el congreso de México aprobó que el estado de Yucatán fuera segmentado de su porción más oriental. Ésta había sido el reducto de los indígenas mayas sublevados durante la guerra de castas, que venía entonces de terminar con la toma de Chan Santa Cruz por parte de tropas federales. Al darse la segmentación territorial Yucatán perdió cerca de la mitad de su territorio en aras de un control mayor por parte del gobierno federal, que así restaba peso geográfico y político a Yucatán. El gobierno de Molina se limitó a describir y oficializar los nuevos límites estatales.
Al término de su gestión gubernativa, Olegario Molina buscó ser reelegido para un segundo período, de 1906 a 1910. No sin oposición política, particularmente del grupo encabezado por el exgobernador Cantón. No obstante, logró la reelección y asumió nuevamente sus funciones. Invitó a su toma de posesión al presidente Porfirio Díaz quien asistió a ella en lo que fue la primera visita de un presidente de la república al estado de Yucatán. Se dice que el presidente quedó sumamente impresionado por la obra material y la prosperidad que percibió en Yucatán.

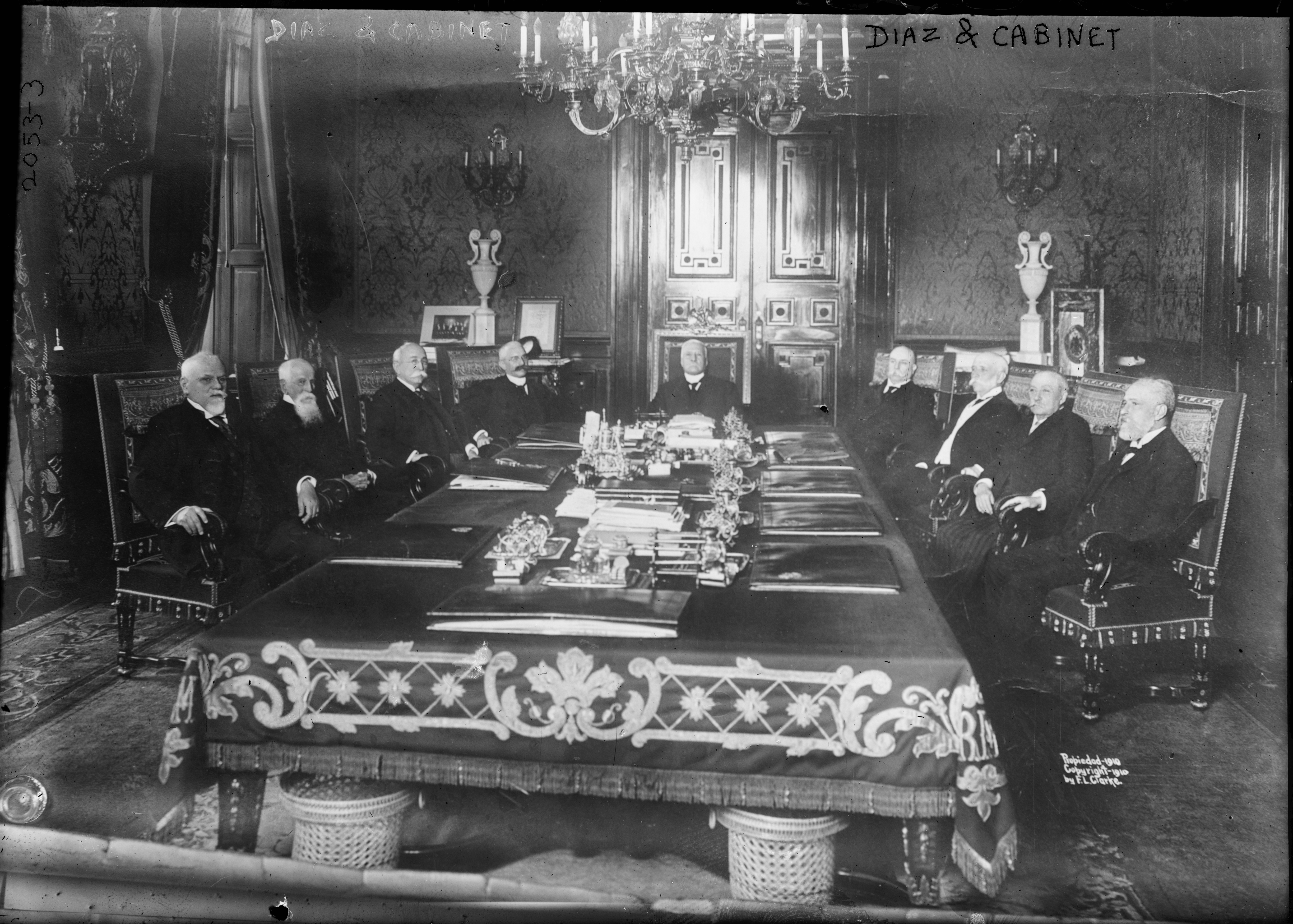
Gabinete del general Díaz, a la derecha del presidente se encuentra Ramón Corral, vicepresidente de México, y a la derecha de este se encuentra Olegario Molina.

Al poco tiempo de iniciado este segundo tramo, solicitó licencia para efectuar un viaje a Europa, separándose temporalmente de su encargo en abril de 1906. Lo sustituyó interinamente, por nombramiento del congreso local, Enrique Muñoz Arístegui, un cercando colaborador de Molina. 
En diciembre del mismo año de 1906, al retornar de Europa, recibió la invitación del presidente Porfirio Díaz para integrarse a su gabinete como secretario de Fomento, Colonización e Industria, cargo que aceptó, trasladándose a la Ciudad de México para desempeñarlo del 20 de mayo de 1907 al 25 de marzo de 1911. 

Mientras se encontraba al frente de la secretaría de Fomento, Estados Unidos sufrió el pánico financiero de 1907. Ello, a su vez, tuvo consecuencias muy graves para la industria henequenera en Yucatán que de pronto vio frenadas las órdenes de sus principales socios comerciales en Norteamérica. Varias casas exportadoras, incluyendo la de Molina ahora encabezada por su yierno, Avelino Montes, se vieron en aprietos económicos. La firma Eusebio Escalante e hijos, que había sido el principal rival de Olegario Molina en la exportación de henequén, intentó conseguir el apoyo del gobierno federal para evitar la quiebra; sin embargo, la presencia de Molina en el gabinete federal pudo haber jugado en su contra:
“En un intento desesperado pero inútil para evitar la bancarrota, Nicolás Escalante Peón viajó a la Ciudad de México en mayo y junio de 1907 para entrevistarse con los ministros Molina y Limantour. Lo que estaba en juego era más que solo la quiebra de una de las firmas henequeneras más importantes de la península […] El secretario Limantour acordó un rescate de los bancos yucatecos autorizando que el Banco Nacional de México extendiera un crédito de 10 millones de pesos de la época al Banco Yucateco y al Banco Mercantil […] Aunque el gobierno federal había intervenido para recatar a los bancos peninsulares durante la crisis financiera, no rescataron a la Casa Escalante. Nicolás Escalante Peón y algunos de sus acreedores luego llegarían a sugerir que Molina intencionalmente trabajó para subvertir cualquier arreglo financiero que pudiera rescatar a la Casa Escalante de la quiebra […] Como resultado directo de la quiebra de la Casa Escalante en julio de 1907, Avelino Montes S en C. hundió a su principal rival, obtuvo control de Ferrocarriles Unidos de Yucatán y los bancos peninsulares y utilizaría su influencia para adquirir una nueva línea de barcos de vapor en 1908. Pocas veces en la historia se ha beneficiado tanto un negocio de la desgracia de otro. La caída de los Escalante aseguró el dominio de Molina sobre los sectores clave de la economía regional”.
Durante el Porfiriato, la familia Molina, encabezada por Olegario, se destacó por su rápida acumulación de poder político y económico en Yucatán, una región entonces dominada por la industria henequenera. A diferencia de otras familias aristocráticas latinoamericanas de la época, los Molina no poseían riquezas en tierras hasta mediados del siglo XIX, pero en un lapso de cincuenta años, lograron un poder sin precedentes en la historia moderna de Yucatán. En este contexto, Olegario Molina, después de 1902, se convirtió en un actor económico y político dominante en la región, iniciando en 1903 la construcción de un imperio de tierras mediante la adquisición de haciendas a precios considerablemente bajos, en un mercado inflado por los precios de auge.
La imagen de Olegario Molina en el contexto de la aristocracia henequenera de Yucatán, tradicionalmente vista como unidimensional, revela una complejidad mayor al profundizar en su rol como plantador, comerciante y especulador. A pesar de disfrutar de lujos y educar a sus hijos en el extranjero, Molina también se mantuvo activo en inversiones diversas, incluyendo bienes raíces urbanos y rurales. Esto sugiere una visión más matizada de la élite henequenera, donde, además de indulgencias personales, existía una preocupación por aspectos económicos y sociales más amplios.

### Opinión histórica de un extranjero
El periodista estadounidense John Kenneth Turner visitó México en 1908, en particular el estado de Yucatán, para conocer la realidad de la situación social en el país. Como resultado de su visita escribió un reporte que más tarde se editó como libro intitulado México Bárbaro. Respecto de Yucatán dice, mencionando a Olegario Molina: 

"El principal entre los reyes del henequén de Yucatán es Olegario Molina, ex gobernador del Estado y secretario de Fomento de México. Sus propiedades, tanto en Yucatán como en Quintana Roo, abarcan más de 6 millones de hectáreas: un pequeño reino. Los 50 reyes del henequén viven en ricos palacios en Mérida y muchos de ellos tienen casas en el extranjero. Viajan mucho, hablan varios idiomas y con sus familias constituyen una clase social muy cultivada. Toda Mérida y todo Yucatán, y aun toda la península, dependen de estos 50 reyes del henequén. Naturalmente, dominan la política de su Estado y lo hacen en su propio beneficio. Los esclavos son: 8 mil indios yaquis, importados de Sonora; 3 mil chinos (coreanos) y entre 100 Y 125 mil indígenas mayas, que antes poseían las tierras que ahora dominan los amos henequeneros.Seguramente el pueblo maya representa casi el 50% de la población yucateca, y aun la mayoría de los 50 reyes del henequén son mestizos de maya y español. Los mayas son indígenas aunque no indios en el sentido norteamericano común de esta palabra. No son como los de los Estados Unidos y se les llama así tan sólo porque habitaban en el hemisferio occidental cuando llegaron los europeos. Los mayas tenían una civilización propia cuando los españoles los descubrieron, y se sabe que su civilización era tan avanzada como la de los aztecas del centro de México o la de los incas del Perú".

### Exilio y fallecimiento (1911-1925)
En mayo de 1911, tras la celebración de los Tratados de Ciudad Juárez, el presidente Díaz renuncia, con la que dio inicio el proceso revolucionario que habría de trastocar el poder público en México y transformar las estructuras de la sociedad mexicana.

Molina emigró a Cuba en condición de autoexiliado, desde donde seguiría capitaneando al grupo de hacendados yucatecos durante el el proceso revoluionario en Yucatán. Durante estos años, influenciado por Agustín Vales, se acercaría al movimiento revolucionario:
"Cuando Molina cedió oficialmente las riendas de su casa exportadora a su yerno, Avelino Montes en 1905, el precio de la fibra había estado cerca de 15,4 centavos por kilogramo; sin embargo, para 1911, se había desplomado a 6,6 centavos, menos que la cifra de 9,9 a 8,8 centavos que Molina había postulado como saludable para la industria. A principios de 1913, Molina hablaba abiertamente sobre el dañino monopolio de Harvester y apoyaba los esfuerzos cooperativos, por medio de la Comisión Reguladora del Mercado del Henequén, de los cultivadores para romper el control de los trusts norteamericanos. Luego, cuando Huerta derrocó a Madero [...], Molina comenzó a actuar en apoyo de Venustiano Carranza. Parece probable que ahora considerara a los carrancistas, con su pronunciada ideología nacionalista, como un medio para liberar a los yucatecos del imperio informal que Harvester había consolidado anteriormente con su ayuda. En retrospectiva, Molina "puede haber sido el único científico porfiriano que apoyó una facción revolucionaria durante la Revolución Mexicana". Varios parientes y cercanos asociados de Molina, especialmente los Rendón y los Vales, desempeñarían roles importantes en la gestión económica del gobernador Alvarado. Harvester no mostró una gran preocupación por la deserción de Molina a principios de la década de 1910; ni tampoco tuvieron dificultades para encontrar un reemplazo. El suplente lógico fue Avelino Montes."
Olegario Molina falleció en La Habana el 28 de abril de 1925. Sus restos mortales fueron más tarde trasladados según los deseos de su familia a la capilla de la hacienda Sodzil (aún existente en el recinto de una propiedad privada, en el norte de la ciudad de Mérida) que fuera de su propiedad en Yucatán. A causa de su acercamiento a la causa revolucionaria, recibiría honores de estado en su funeral.

## Matrimonio y descendencia
Se casó con María Dolores Figueroa Milán, que era prima segunda de Olegario e hija de Manuel Figueroa Rosales y de Francisca María Milán Valle. Dolores era bisnieta por vía materna de Ramón Antonio María de Milán Solís (1723-1812), sevillano, que fue Factor de la renta del tabaco, pólvora y naipes en Mérida, Yucatán, y que tiene una interesante genealogía, ya que era hijo del Brigadier José Antonio María Milán de Porres (1696-), con familia paterna de hidalgos y nieto por vía materna del II Marqués de Rianzuela Francisco Gaspar Bruno Solís Manrique y Federighi (1665-1706) y bisnieto del Marqués de la Granja Nicolás Jacinto Fernández de Córdoba Ponce de León (1626-1683), Comisario General de la Caballería e Infantería de España.
Olegario Molina y Dolores Figueroa tuvieron la siguiente descendencia:
1. Olegario Molina Figueroa.
2. Altagracia Molina Figueroa. (1869-)
3. Teresa Molina Figueroa (1870-1955), casada con Carlos Clemente Casasús González, hermano de J.D. Casasús. Fueron padres de Joaquín y Francisco Casasús Molina, fundadores de Sociedad Mexicana de Crédito Industrial (SOMEX).
4. Ricardo Molina Figueroa (1871-1872), que falleció con menos de 6 meses de edad.
5. María Molina Figueroa (1875-), casada con Avelino Montes Linaje, un inmigrante español que se haría cargo de los negocios de su suegro cuando este ejercía su carrera política.
6. María Dolores Molina Figueroa (1876-1943), casada con Rogelio Víctor Suárez, que fue Cónsul de España y Tesorero del Sindicato Henequenero. Padres del filólogo, escritor y empresario Víctor Suárez Molina.
7. Luis Augusto Molina Figueroa (1877), casado con Cristina Millet.
8. María del Carmen Molina Figueroa (1880), casada con Luis Carranza, cubano, que fue directivo de varias empresas relevantes, entre otras el Banco Peninsular Mexicano y Tranvías de Mérida.

## Ancestros
- Diego Solís Valdés, tatarabuelo por vía materna de Olegario, era bisnieto del Alcalde de Mérida y Encomendero de Chicxulub Francisco Solís Pacheco, descendiente de varios personajes relevantes en la colonización de Yucatán: 
  - Diego de Solís y Osorio, alcalde de Mérida era el abuelo paterno de Francisco Solís, mientras que su bisabuelo paterno era Francisco de Solís Osorio, Gobernador de Yucatán y de Puerto Rico. Este gobernador es ascendiente por vía patrilineal de la madre de Olegario Molina;
  - Su abuela paterna Catalina de Arellano y Montejo, era hija del Capitán de Caballería Carlos Ramírez de Arellano y de Las Ruelas, quien también fue encomendero en Yucatán, y de Francisca de Montejo y Castillo, hija de Francisco de Montejo, el Mozo, y por tanto nieta del adelantado Francisco de Montejo. Ambos fueron conquistadores de Yucatán. Catalina también era sobrina del escritor Gregorio de Cetina y descendiente a través de su madre de los Alcocer de Alcalá de Henares, judeoconversos. Por su parte el capitán Carlos Ramírez de Arellano era nieto de Alonso Ramírez de Arellano y Enríquez, IV Señor de Cameros, a quien los Reyes Católicos nombraron I Conde de Aguilar de Inestrillas; el capitán también era bisnieto de Diego Hurtado de Mendoza, II Marqués de Santillana, nombrado I Duque del Infantado por los Reyes Católicos.
  - El abuelo materno de Francisco Solís era Francisco Chamizo Pacheco, que fue Alcalde de Mérida. El padre de Francisco Chamizo, Pedro Gómez de Chamizo, fue Tesorero de Yucatán. Por vía materna Francisco Chamizo era bisnieto del conquistador Melchor de Pacheco «el Viejo» y tataranieto de Diego Hernández Nieto, que estuvo en la conquista de México con Pánfilo Narváez y ejerció como testigo de probanza de Alonso de Contreras.
  - La abuela materna era Ana Rosado Acosta, hija de Alonso Rosado Sánchez, Conquistador de Mérida  y nieta por vía materna del conquistador Diego de Villareal.
  - El capitán Juan Bernardo Sauli Casanova Oliveiros, uno de sus tatarabuelos, fue Alcalde de Mérida.
- José de Lara Carrillo de Albornoz, tatarabuelo de Olegario, 
  - Era tataranieto de Ana María Bote, hija del Capitán Juan Bote Narváez, y nieta del padre de éste, el conquistador Juan Bote.
  - Pedro de Ontiveros Hinojosa, marido de Ana María y tatarabuelo de José de Lara, era bisnieto de Hernando de Bracamonte Valdivieso, Conquistador, Teniente de gobernador, alcalde ordinario y regidor de la ciudad de Mérida.
  - José de Lara también es bisnieto de Jerónimo Carrillo de Albornoz Pacheco, Alguacil mayor de Mérida; el padre de éste, Gil Carrillo de Albornoz, fue Contador y veedor de la Real Hacienda en Yucatán. La madre de Jerónimo Carrillo, Catalina Pacheco Dorantes, era hija del conquistador Melchor Pacheco Vargas, llamado «el Mozo», hijo a su vez del Conquistador y 1.er Alcalde de Mérida Gaspar Pacheco Sánchez, llamado «el Viejo», hermano del Melchor citado anteriormente como ancestro de Diego Solís; Catalina era nieta por vía paterna del Conquistador Andrés Dorantes de Carranza y bisnieta del Conquistador Pedro de Castelar. Castelar se casó con Ana León Alcocer, a través de los cuales también es descendiente de los Alcocer anteriormente citados, familia de judeoconversos de Alcalá de Henares.
- Juana Justina de la Cámara, encomendera, tatarabuela de Olegario y esposa de José de lara,
  - Era bisnieta por vía materna de Francisco Domínguez Palacio Márquez y de Miguel Argaiz Alcántara, ambos alcaldes de Mérida y tataranieta de Juan de Magaña Pacheco de la Cámara, Capitán y encomendero. A través de la esposa de éste, desciende de Antonio de Figueroa Bravo Solís, Gobernador de Yucatán, Corregidor de Cuzco y en la Villa Imperial de Potosí. Miguel Argaiz Alcántara, a su vez es nieto del Alcalde de Mérida Miguel de Argaiz Virto de Buitrago y bisnieto del Conquistador Ambrosio Argüelles Cienfuegos.
  - El padre de Juana Justina fue el Capitán y alcalde del cabildo de Mérida Cristóbal de los Santos de la Cámara Duarte, propietario de varias haciendas. Tataranieto del conquistador Juan de la Cámara, uno de los principales colaboradores de los Montejo; también era descendiente del conquistador Gonzalo Gregorio Méndez y de Juan de Sosa, conquistador de Nueva Galicia. Justina estaba emparentada al menos doblemente con Juan de la Cámara, ya que éste era abuelo del capitán Juan de Magaña Pacheco de la Cámara. Ana Osorio Paredes Chávez, la abuela paterna de Cristóbal de la Cámara, era por su parte taranieta del matrimonio de Ana Contreras Nieto con Juan Bautista Quijada, Alcalde de Mérida y hermano del Diego de Quijada, alcalde mayor Yucatán entre 1555 y 1561. Ana Contreras Nieto era nieta del conquistador Rodrigo Contreras y de la Hoz y bisnieta del conquistador Pedro Arias Dávila «Pedrarias» y descendiente de judeoconversos de Segovia y Ávila.

| \| \| \| \| \| \| \| \| \| \| \| \| \| \| \| \| \| \| \| \| 8. José Molina \| \| \| \| \| \| \| \| \| \| \| \| \| \| \| \| \| \| \| \| \| \| \| \| \| \| \| \| \| \| \| \| \| \| \| \| \| \| \| \| \| \| \| \| \| \| \| \| \| \| \| \| \| \| 4. Julián Molina Bastante \| \| \| \| \| \| \| \| \| \| \| \| \| \| \| \| \| \| \| \| \| \| \| \| \| \| \| \| \| \| \| \| \| \| \| \| \| \| \| \| \| \| \| \| \| \| \| \| \| \| \| \| \| \| 9. María Bastante García-Rejón \| \| \| \| \| \| \| \| \| \| \| \| \| \| \| \| \| \| \| \| \| \| \| \| \| \| \| \| \| \| \| \| \| \| \| \| \| \| \| \| \| \| \| \| \| \| \| \| \| \| \| \| \| \| 2. Juan Francisco Molina y Esquivel \| \| \| \| \| \| \| \| \| \| \| \| \| \| \| \| \| \| \| \| \| \| \| \| \| \| \| \| \| \| \| \| \| \| \| \| \| \| \| \| \| \| \| \| \| \| \| \| \| \| \| \| \| \| 20. Emanuel Esquivel \| \| \| \| \| \| \| \| \| \| \| \| \| \| \| \| \| \| \| \| \| \| \| \| \| \| \| \| \| \| \| \| \| \| \| \| \| \| \| \| \| \| \| \| \| \| \| \| \| \| \| \| \| \| 10. Raimundo Esquivel Isaacs \| \| \| \| \| \| \| \| \| \| \| \| \| \| \| \| \| \| \| \| \| \| \| \| \| \| \| \| \| \| \| \| \| \| \| \| \| \| \| \| \| \| \| \| \| \| \| \| \| \| \| \| \| \| 21. Juana Isaacs \| \| \| \| \| \| \| \| \| \| \| \| \| \| \| \| \| \| \| \| \| \| \| \| \| \| \| \| \| \| \| \| \| \| \| \| \| \| \| \| \| \| \| \| \| \| \| \| \| \| \| \| \| \| 5. Paula Esquivel y Granado Baeza \| \| \| \| \| \| \| \| \| \| \| \| \| \| \| \| \| \| \| \| \| \| \| \| \| \| \| \| \| \| \| \| \| \| \| \| \| \| \| \| \| \| \| \| \| \| \| \| \| \| \| \| \| \| 22. Alonso Salvador Granado de Baeza \| \| \| \| \| \| \| \| \| \| \| \| \| \| \| \| \| \| \| \| \| \| \| \| \| \| \| \| \| \| \| \| \| \| \| \| \| \| \| \| \| \| \| \| \| \| \| \| \| \| \| \| \| \| 11. Juana María de Granado Baeza Osorio \| \| \| \| \| \| \| \| \| \| \| \| \| \| \| \| \| \| \| \| \| \| \| \| \| \| \| \| \| \| \| \| \| \| \| \| \| \| \| \| \| \| \| \| \| \| \| \| \| \| \| \| \| \| 23. Juana Rosa de Osorio \| \| \| \| \| \| \| \| \| \| \| \| \| \| \| \| \| \| \| \| \| \| \| \| \| \| \| \| \| \| \| \| \| \| \| \| \| \| \| \| \| \| \| \| \| \| \| \| \| \| \| \| \| \| 1. Olegario Molina Solís \| \| \| \| \| \| \| \| \| \| \| \| \| \| \| \| \| \| \| \| \| \| \| \| \| \| \| \| \| \| \| \| \| \| \| \| \| \| \| \| \| \| \| \| \| \| \| \| \| \| \| \| \| \| 24. Diego Solís Valdés \| \| \| \| \| \| \| \| \| \| \| \| \| \| \| \| \| \| \| \| \| \| \| \| \| \| \| \| \| \| \| \| \| \| \| \| \| \| \| \| \| \| \| \| \| \| \| \| \| \| \| \| \| \| 12. Bernardo Antonio Solís Menéndez \| \| \| \| \| \| \| \| \| \| \| \| \| \| \| \| \| \| \| \| \| \| \| \| \| \| \| \| \| \| \| \| \| \| \| \| \| \| \| \| \| \| \| \| \| \| \| \| \| \| \| \| \| \| 25. Ana Menéndez \| \| \| \| \| \| \| \| \| \| \| \| \| \| \| \| \| \| \| \| \| \| \| \| \| \| \| \| \| \| \| \| \| \| \| \| \| \| \| \| \| \| \| \| \| \| \| \| \| \| \| \| \| \| 6. Felipe Solís Lara \| \| \| \| \| \| \| \| \| \| \| \| \| \| \| \| \| \| \| \| \| \| \| \| \| \| \| \| \| \| \| \| \| \| \| \| \| \| \| \| \| \| \| \| \| \| \| \| \| \| \| \| \| \| 26. José de Lara Carrillo de Albornoz \| \| \| \| \| \| \| \| \| \| \| \| \| \| \| \| \| \| \| \| \| \| \| \| \| \| \| \| \| \| \| \| \| \| \| \| \| \| \| \| \| \| \| \| \| \| \| \| \| \| \| \| \| \| 13. María Gabina Lara Cámara \| \| \| \| \| \| \| \| \| \| \| \| \| \| \| \| \| \| \| \| \| \| \| \| \| \| \| \| \| \| \| \| \| \| \| \| \| \| \| \| \| \| \| \| \| \| \| \| \| \| \| \| \| \| 27. Juana Justina de la Cámara Domínguez \| \| \| \| \| \| \| \| \| \| \| \| \| \| \| \| \| \| \| \| \| \| \| \| \| \| \| \| \| \| \| \| \| \| \| \| \| \| \| \| \| \| \| \| \| \| \| \| \| \| \| \| \| \| 3. María Cecilia Solís Rosales \| \| \| \| \| \| \| \| \| \| \| \| \| \| \| \| \| \| \| \| \| \| \| \| \| \| \| \| \| \| \| \| \| \| \| \| \| \| \| \| \| \| \| \| \| \| \| \| \| \| \| \| \| \| 14. Luis Rosales \| \| \| \| \| \| \| \| \| \| \| \| \| \| \| \| \| \| \| \| \| \| \| \| \| \| \| \| \| \| \| \| \| \| \| \| \| \| \| \| \| \| \| \| \| \| \| \| \| \| \| \| \| \| 7. Rosalía Rosales Valdés \| \| \| \| \| \| \| \| \| \| \| \| \| \| \| \| \| \| \| \| \| \| \| \| \| \| \| \| \| \| \| \| \| \| \| \| \| \| \| \| \| \| \| \| \| \| \| \| \| \| \| \| \| \| 15. Faustina Valdés \| \| \| \| \| \| \| \| \| \| \| \| \| \| \| \| \| \| \| \| \| \| \| \| \| \| \| \| \| \| \| \| \| \| \| \| \| \| \| \| \| \| \| \| \| \| \| \| \| \| \| \| |                                          |  |  |  |  |  |  |  |  |  |  |  |  |  |  |  |
| |                                          |  |  |  |  |  |  |  |  |  |  |  |  |  |  |  |
| | 8. José Molina                           |  |  |  |  |  |  |  |  |  |  |  |  |  |  |  |
| |                                          |  |  |  |  |  |  |  |  |  |  |  |  |  |  |  |
| |                                          |  |  |  |  |  |  |  |  |  |  |  |  |  |  |  |
| | 4. Julián Molina Bastante                |  |  |  |  |  |  |  |  |  |  |  |  |  |  |  |
| |                                          |  |  |  |  |  |  |  |  |  |  |  |  |  |  |  |
| |                                          |  |  |  |  |  |  |  |  |  |  |  |  |  |  |  |
| | 9. María Bastante García-Rejón           |  |  |  |  |  |  |  |  |  |  |  |  |  |  |  |
| |                                          |  |  |  |  |  |  |  |  |  |  |  |  |  |  |  |
| |                                          |  |  |  |  |  |  |  |  |  |  |  |  |  |  |  |
| | 2. Juan Francisco Molina y Esquivel      |  |  |  |  |  |  |  |  |  |  |  |  |  |  |  |
| |                                          |  |  |  |  |  |  |  |  |  |  |  |  |  |  |  |
| |                                          |  |  |  |  |  |  |  |  |  |  |  |  |  |  |  |
| | 20. Emanuel Esquivel                     |  |  |  |  |  |  |  |  |  |  |  |  |  |  |  |
| |                                          |  |  |  |  |  |  |  |  |  |  |  |  |  |  |  |
| |                                          |  |  |  |  |  |  |  |  |  |  |  |  |  |  |  |
| | 10. Raimundo Esquivel Isaacs             |  |  |  |  |  |  |  |  |  |  |  |  |  |  |  |
| |                                          |  |  |  |  |  |  |  |  |  |  |  |  |  |  |  |
| |                                          |  |  |  |  |  |  |  |  |  |  |  |  |  |  |  |
| | 21. Juana Isaacs                         |  |  |  |  |  |  |  |  |  |  |  |  |  |  |  |
| |                                          |  |  |  |  |  |  |  |  |  |  |  |  |  |  |  |
| |                                          |  |  |  |  |  |  |  |  |  |  |  |  |  |  |  |
| | 5. Paula Esquivel y Granado Baeza        |  |  |  |  |  |  |  |  |  |  |  |  |  |  |  |
| |                                          |  |  |  |  |  |  |  |  |  |  |  |  |  |  |  |
| |                                          |  |  |  |  |  |  |  |  |  |  |  |  |  |  |  |
| | 22. Alonso Salvador Granado de Baeza     |  |  |  |  |  |  |  |  |  |  |  |  |  |  |  |
| |                                          |  |  |  |  |  |  |  |  |  |  |  |  |  |  |  |
| |                                          |  |  |  |  |  |  |  |  |  |  |  |  |  |  |  |
| | 11. Juana María de Granado Baeza Osorio  |  |  |  |  |  |  |  |  |  |  |  |  |  |  |  |
| |                                          |  |  |  |  |  |  |  |  |  |  |  |  |  |  |  |
| |                                          |  |  |  |  |  |  |  |  |  |  |  |  |  |  |  |
| | 23. Juana Rosa de Osorio                 |  |  |  |  |  |  |  |  |  |  |  |  |  |  |  |
| |                                          |  |  |  |  |  |  |  |  |  |  |  |  |  |  |  |
| |                                          |  |  |  |  |  |  |  |  |  |  |  |  |  |  |  |
| | 1. Olegario Molina Solís                 |  |  |  |  |  |  |  |  |  |  |  |  |  |  |  |
| |                                          |  |  |  |  |  |  |  |  |  |  |  |  |  |  |  |
| |                                          |  |  |  |  |  |  |  |  |  |  |  |  |  |  |  |
| | 24. Diego Solís Valdés                   |  |  |  |  |  |  |  |  |  |  |  |  |  |  |  |
| |                                          |  |  |  |  |  |  |  |  |  |  |  |  |  |  |  |
| |                                          |  |  |  |  |  |  |  |  |  |  |  |  |  |  |  |
| | 12. Bernardo Antonio Solís Menéndez      |  |  |  |  |  |  |  |  |  |  |  |  |  |  |  |
| |                                          |  |  |  |  |  |  |  |  |  |  |  |  |  |  |  |
| |                                          |  |  |  |  |  |  |  |  |  |  |  |  |  |  |  |
| | 25. Ana Menéndez                         |  |  |  |  |  |  |  |  |  |  |  |  |  |  |  |
| |                                          |  |  |  |  |  |  |  |  |  |  |  |  |  |  |  |
| |                                          |  |  |  |  |  |  |  |  |  |  |  |  |  |  |  |
| | 6. Felipe Solís Lara                     |  |  |  |  |  |  |  |  |  |  |  |  |  |  |  |
| |                                          |  |  |  |  |  |  |  |  |  |  |  |  |  |  |  |
| |                                          |  |  |  |  |  |  |  |  |  |  |  |  |  |  |  |
| | 26. José de Lara Carrillo de Albornoz    |  |  |  |  |  |  |  |  |  |  |  |  |  |  |  |
| |                                          |  |  |  |  |  |  |  |  |  |  |  |  |  |  |  |
| |                                          |  |  |  |  |  |  |  |  |  |  |  |  |  |  |  |
| | 13. María Gabina Lara Cámara             |  |  |  |  |  |  |  |  |  |  |  |  |  |  |  |
| |                                          |  |  |  |  |  |  |  |  |  |  |  |  |  |  |  |
| |                                          |  |  |  |  |  |  |  |  |  |  |  |  |  |  |  |
| | 27. Juana Justina de la Cámara Domínguez |  |  |  |  |  |  |  |  |  |  |  |  |  |  |  |
| |                                          |  |  |  |  |  |  |  |  |  |  |  |  |  |  |  |
| |                                          |  |  |  |  |  |  |  |  |  |  |  |  |  |  |  |
| | 3. María Cecilia Solís Rosales           |  |  |  |  |  |  |  |  |  |  |  |  |  |  |  |
| |                                          |  |  |  |  |  |  |  |  |  |  |  |  |  |  |  |
| |                                          |  |  |  |  |  |  |  |  |  |  |  |  |  |  |  |
| | 14. Luis Rosales                         |  |  |  |  |  |  |  |  |  |  |  |  |  |  |  |
| |                                          |  |  |  |  |  |  |  |  |  |  |  |  |  |  |  |
| |                                          |  |  |  |  |  |  |  |  |  |  |  |  |  |  |  |
| | 7. Rosalía Rosales Valdés                |  |  |  |  |  |  |  |  |  |  |  |  |  |  |  |
| |                                          |  |  |  |  |  |  |  |  |  |  |  |  |  |  |  |
| |                                          |  |  |  |  |  |  |  |  |  |  |  |  |  |  |  |
| | 15. Faustina Valdés                      |  |  |  |  |  |  |  |  |  |  |  |  |  |  |  |
| |                                          |  |  |  |  |  |  |  |  |  |  |  |  |  |  |  |
| |                                          |  |  |  |  |  |  |  |  |  |  |  |  |  |  |  |